# Dulce de Aragão
Dulce de Aragão[a] ou de Barcelona (em catalão: Dolça d'Aragó; c. 1160 — Coimbra, 1 de setembro de 1198) foi uma infanta aragonesa e a segunda rainha de Portugal, de 1185 até a sua morte, em 1198.

## Biografia

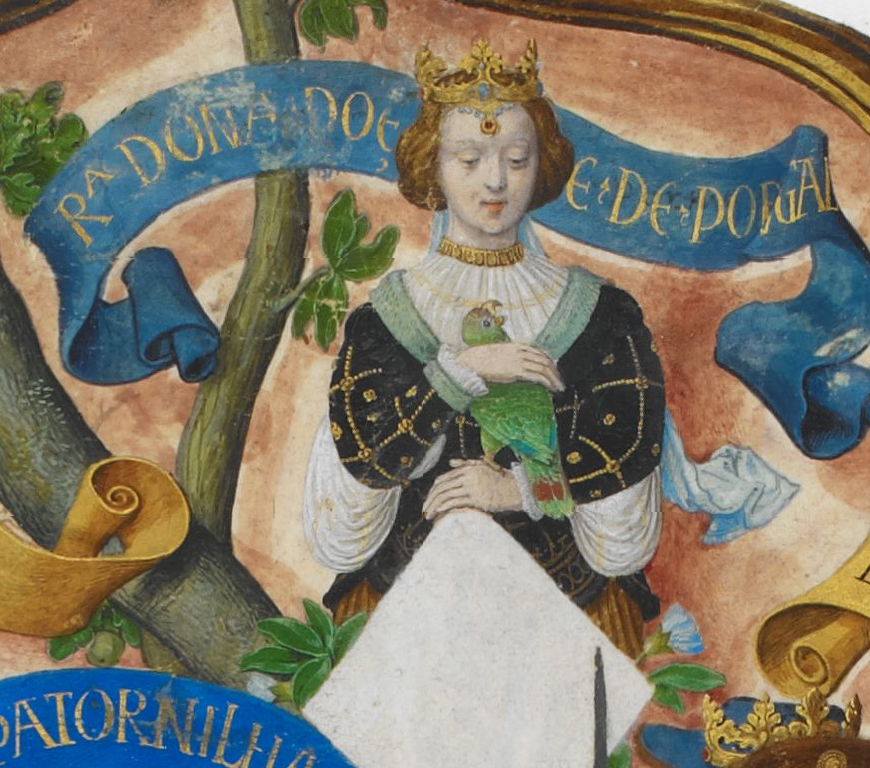
D. Dulce na Genealogia dos Reis de Portugal.

A infanta Dulce era filha do conde Raimundo Berengário IV com a rainha Petronila de Aragão, com cujo casamento se juntaria a partir do final do século XIII o património que seria conhecido como a Coroa de Aragão, e irmã de Afonso II. Seus esponsais com o infante Sancho, que subiu ao trono em 1185, como Sancho I, filho do primeiro rei de Portugal, Afonso I, realizaram-se quando ela tinha cerca de onze anos de idade e seu casamento mais tarde em 1174. Pouco se sabe sobre sua vida antes de sua chegada ao Reino de Portugal ou o de seu dote ou arras, por ocasião do seu casamento.
"Formosa e excellente senhora, tranquilla e modesta, condizente no carácter com o nome", segundo Luciano Cordeiro, a infanta Dulce foi usada como moeda de troca para selar uma aliança que serviu para fortalecer o novo reino de Portugal e "constituía uma boa defesa contra a tendência expansiva do reino e Castela (...). Significava, ainda, que o fracasso inerente à ruptura do acordo conjugal da infanta Mafalda com o irmão de Dulce, o rei Afonso II de Aragão". A jovem Dulce cumpriu o papel esperado dela como esposa e mãe de uma vasta prole. Sancho I, em seu primeiro testamento feito em 1188, doou os rendimentos de Alenquer, terras do Vouga, de Santa Maria e do Porto, a sua esposa e ela ainda adquiriu outras propriedades no termo e sabe-se que foi, de facto, senhora de Alenquer.
Dulce não sobreviveu por muito tempo após o nascimento das suas últimas filhas, Branca e Berengária, que poderiam ser gêmeas. Faleceu em 1198, provavelmente por causa da peste e enfraquecida pelos partos sucessivos, tendo sido sepultada no Mosteiro de Santa Cruz, junto do marido.

## Descendência
D. Dulce teve onze filhos de D. Sancho I, com quem casou em 1174. Estes foram os infantes:
- Beata Teresa de Portugal, (1175/76-1250),[10][6] casou com o rei Afonso IX de Leão.[11] Foi beatificada em 1705;[12][3]
- Beata Sancha de Portugal, (1180-1229),[13][11] fundou o Mosteiro de Celas, nas proximidades de Coimbra, no qual viveu até à sua morte, e quem a levou para o Mosteiro de Lorvão, onde recebeu sepultura, foi sua irmã Teresa.[14] Foi beatificada em 1705, no mesmo ano que sua irmã Teresa, pelo papa Clemente XI.[14][12]

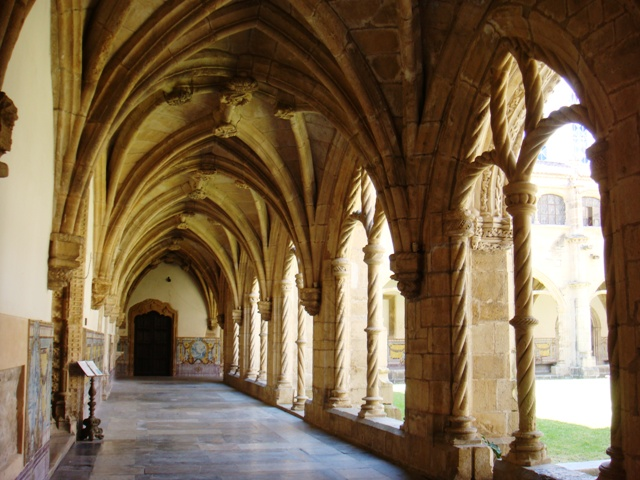
Claustro do Mosteiro de Santa Cruz onde foi sepultada a rainha Dulce de Aragão

- Constança de Portugal (1182-antes de 1186).[14][12]
- Afonso II de Portugal (1186[15]-1223), casou com Urraca de Castela, rainha de Portugal (1187 -1220).
- Pedro (1187[15]-1258), infante de Portugal e conde de Urgel pelo casamento com Aurembiaix Armengol; foi também rei de Maiorca.[11]
- Fernando, infante de Portugal (1188[15]-1233), viveu no estrangeiro, casou com Joana da Flandres.[11]
- Henrique de Portugal, morreu em criança.[15]
- Raimundo de Portugal, morreu em criança.[15]
- Beata Mafalda de Portugal (1195/1196-1256), casada com o rei Henrique I de Castela,[11][16] depois fundadora do mosteiro cisterciense de Arouca e sua primeira abadessa.
- Branca,[11] (1196/98-1240), provavelmente a irmã gêmea de Berengária, foi freira num convento em Guadalajara.[17]
- Berengária (1196/98-1221), casada com o rei Valdemar II da Dinamarca.[18]